# Osceola
Osceola, nato Billy Powell (Talisi, 1804 – Fort Moultrie, 30 gennaio 1838), è stato un condottiero nativo americano.

## Biografia
Era figlio di un mercante di origine britannica e di una donna Creek con ascendenze scozzesi e irlandesi. Dopo la sconfitta dei Bastoni Rossi, nel 1814, la madre di Osceola, Polly Coppinger, lasciò l'Alabama, insieme con altri sopravvissuti Creek, portando con sé il figlio, e si rifugiò in Florida, al tempo ancora in parte sotto il controllo spagnolo, dove i rifugiati furono accolti dalla popolazione nativa dei Seminole e dove il giovane Billy  assunse il nome di Osceola.
Divenuto capo, si oppose al trasferimento della sua tribù dalla Florida - dal 1821 territorio autonomo, ma di fatto sotto il controllo degli Stati Uniti - a una riserva a ovest del Mississippi, così si ritrovò a far guerra ai coloni statunitensi. Comandò, utilizzando l'arte della guerriglia, i Seminole dal 1832 al 1837 (v. Seconda guerra seminole), spesso ottenendo successi rilevanti. Fu catturato con l'inganno nell'ottobre del 1837 a St. Augustine in Florida e imprigionato a Fort Moultrie, ove morì, tre mesi dopo, quasi certamente a causa di una tonsillite.